# Переяславка (аэродром)
Переяславка — недействующий военный аэродром в Хабаровском крае, расположенный северо-восточнее посёлка Переяславка. Военный городок — Переяславка-2. Базировалась истребительная ПВО, затем фронтовая бомбардировочная авиация. В процессе реформирования ВС РФ в 2009 году аэродром закрыт, авиационные подразделения выведены.

## История
В августе 1941 года (28.08.1941 г.) на аэродроме был сформирован 534-й истребительный авиационный полк на самолётах И-153. Полк дислоцировался до 12.07.1943 г., затем перелетел на аэродром Николаевка.
В марте 1943 года (15.03.1943 г.) на аэродром был перебазирован 911-й истребительный авиационный полк, где перевооружен с самолетов И-16 на истребители-бипланы И-153. полк входил в состав 29-й истребительной авиационной дивизии 10-й Воздушной армии Дальневосточного фронта. В 1944 году полк перевооружен на самолеты Ла-5, а в 1945 году получил самолеты Ла-7.
С 9 августа полк начал боевые действия в Советско-японской войне в составе 29-й истребительной авиационной дивизии 10-й Воздушной армии Дальневосточного фронта, перебазировавшись на полевые аэродромы Монголии.
В послевоенные годы аэродром был реконструирован - была построена металлическая ВПП, а в 11 ноября 1958 года на аэродром был передислоцирован 302-й истребительный авиационный полк, имевший на вооружении истребители МиГ-17. В 1959 году полк перевооружили на МиГ-19, а через год полк был переподчинён 11-й армии ПВО.
В 1965 году начата реконструкция аэродрома: вместо грунтовой ВПП, покрытой железными полосами, была построена бетонная. Затем поэтапно строились капитальные строения, укрытия и бетонные РД. В мае 1970 года 302-й авиационный полк переучился на новую авиационную технику — перехватчики Су-15, которые эксплуатировал до 1982 года.  01.12.1981 г. полк передаётся в 33-ю авиационную дивизию истребителей-бомбардировщиков и начинает переучивание на Су-17М4.
В 1977 году на аэродром Переяславка был перебазирован 300-й авиационный ордена Красной Звезды полк истребителей-бомбардировщиков с аэродрома Возжаевка (Амурская области). На вооружении полка были самолёты МиГ-23БМ. Полк был подчинён 1-й воздушной армии Дальневосточного ВО. В 1980 году полк был перевооружён на МиГ-27.
10.11.1988 года часть личного состава 302-го полка была откомандирована «на войну». С 17 ноября 1988 года по 15 февраля 1989 года 1-я АЭ полка работала в интересах 40-й армии в Афганистане, базируясь на аэродроме Кокайды. За время командировки выполнено 2,5 тысячи самолёто-вылетов, в среднем по 140 боевых вылетов на каждого лётчика. 41 военнослужащий полка был награждён орденами и медалями.
В 1990 году 302-й авиационный полк получил новые самолёты Су-24М, был переименован в бомбардировочный и вошёл в состав 83-й бомбардировочной авиационной дивизии 1-й воздушной армии, без изменения места дислокации.
В 1994 году 300-й авиационный ордена Красной Звезды полк истребителей-бомбардировщиков, в ходе сокращения Вооруженных сил, был расформирован на аэродроме Переяславка.
1 декабря 2009 года 302-й бомбардировочный авиационный полк, был расформирован на аэродроме Переяславка. Люди и техника - Су-24М и Су-24М2 вошли в состав 6988-й авиационной базы 1-го разряда (аэродром Хурба, Комсомольск-на-Амуре). 10 ноября состоялось прощание с полковым знаменем.
После расформирования полка в гарнизоне Переяславка-2 зимой 2009-2010 гг. произошло несколько неприятных конфликтов, вызванных попыткой отселения жителей из якобы ведомственного жилья. Давление было прекращено после освещения конфликта телевидением.
В настоящее время аэродром не функционирует, часть лётного поля используется частями РЭБ.